# Litauisches Theater-, Musik- und Kinomuseum

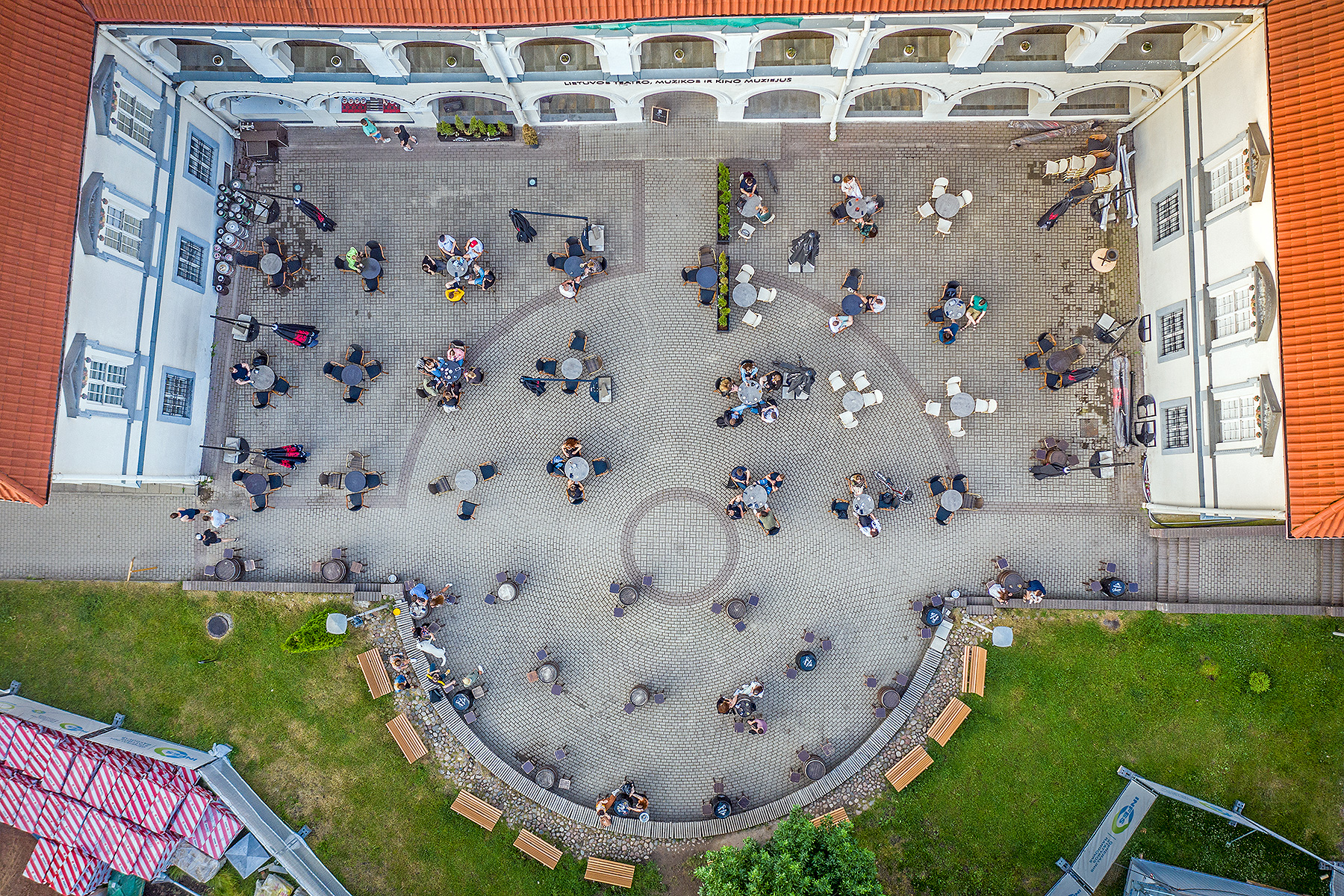
Innenhof des Museums (2021)

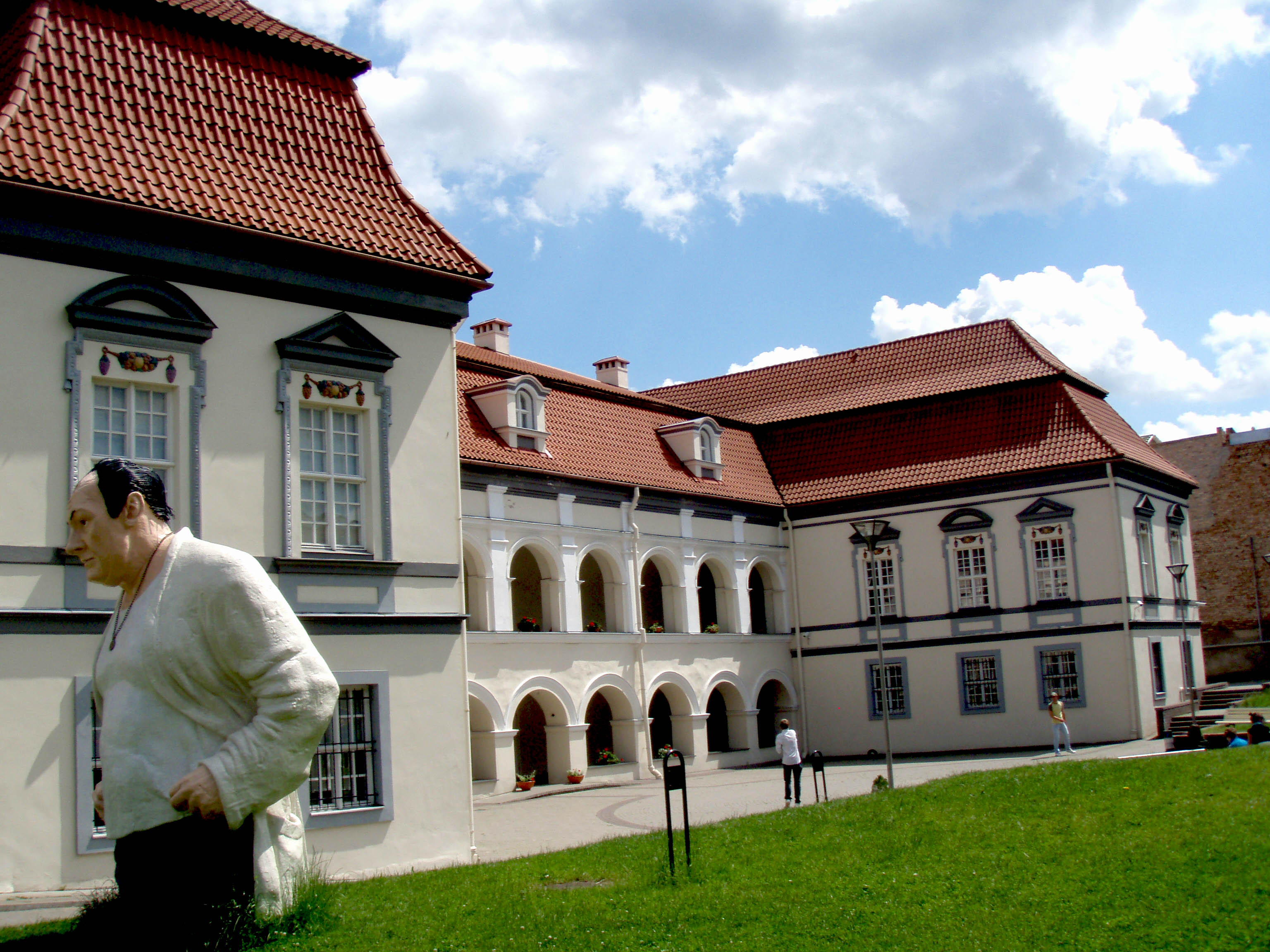
Innenhof des Museums (2009)

Das Litauische Theater-, Musik- und Kinomuseum (lit. Lietuvos teatro, muzikos ir kino muziejus) ist ein Kunstmuseum für Theater, Musik, Kino und bildende Kunst in Vilnius, Litauen. Es hat fünf Abteilungen und befindet sich in der Altstadt Vilnius, Trakų gatvė. Der Träger ist das Kulturministerium Litauens. Es gibt alte Musikinstrumente, Sammlungen von Musikaufnahmen, Werken der Bühnenmalerei, Kunstretrospektiven.

## Geschichte
Das Museum wurde 1926 in Kaunas von Literaten wie Balys Sruoga und Vincas Krėvė eröffnet. Es war damals das Theaterseminarmuseum von Lietuvos universitetas, von 1936 bis 1944 Museum von Valstybės teatras und von 1957 bis 1964 Museum des litauischen Theatervereins.  Seit 2000 gibt es ständige Exposition.